# Selenidera
Selenidera là một chi chim trong họ Ramphastidae.